# Меркинкан
Меркинка́н — небольшой остров в бухте Пенкегней пролива Сенявина Берингова моря у юго-восточной оконечности Чукотского полуострова, в 17 км к юго-западу от Янракыннота. Административно относится к Провиденскому району Чукотского автономного округа.
В переводе с чук. Мэрвыкинкэн — «тощий», назван в сравнении с соседним островом Ачинкинкан — «жирный».
Был нанесён на карту Ф. П. Литке в 1828 году.
В центре острова находится небольшое озеро Боб.
На острове насчитывается ок. 1,5 тыс. птиц. Здесь гнездятся берингов баклан, крупные чайки, моёвка, тихоокеанский чистик, белобрюшка, ипатка, топорок.